# 南郡悼公主
南郡悼公主（?—?），中国东晋明帝司马绍之女。
南郡公主下嫁羊賁，羊賁的父亲羊曼是晋朝开国大臣羊祜的侄孙。羊贲嗣羊曼的爵位，少年知名，娶南郡公主，担任秘书郎，早卒。南郡公主谥号悼。

## 传记资料
- 《晋书》卷四十九 列传第十九  羊曼